# Muscadelle
La muscadelle B est un cépage blanc français. Il est majoritairement vinifié en vin doux ou liquoreux.

## Origine et répartition

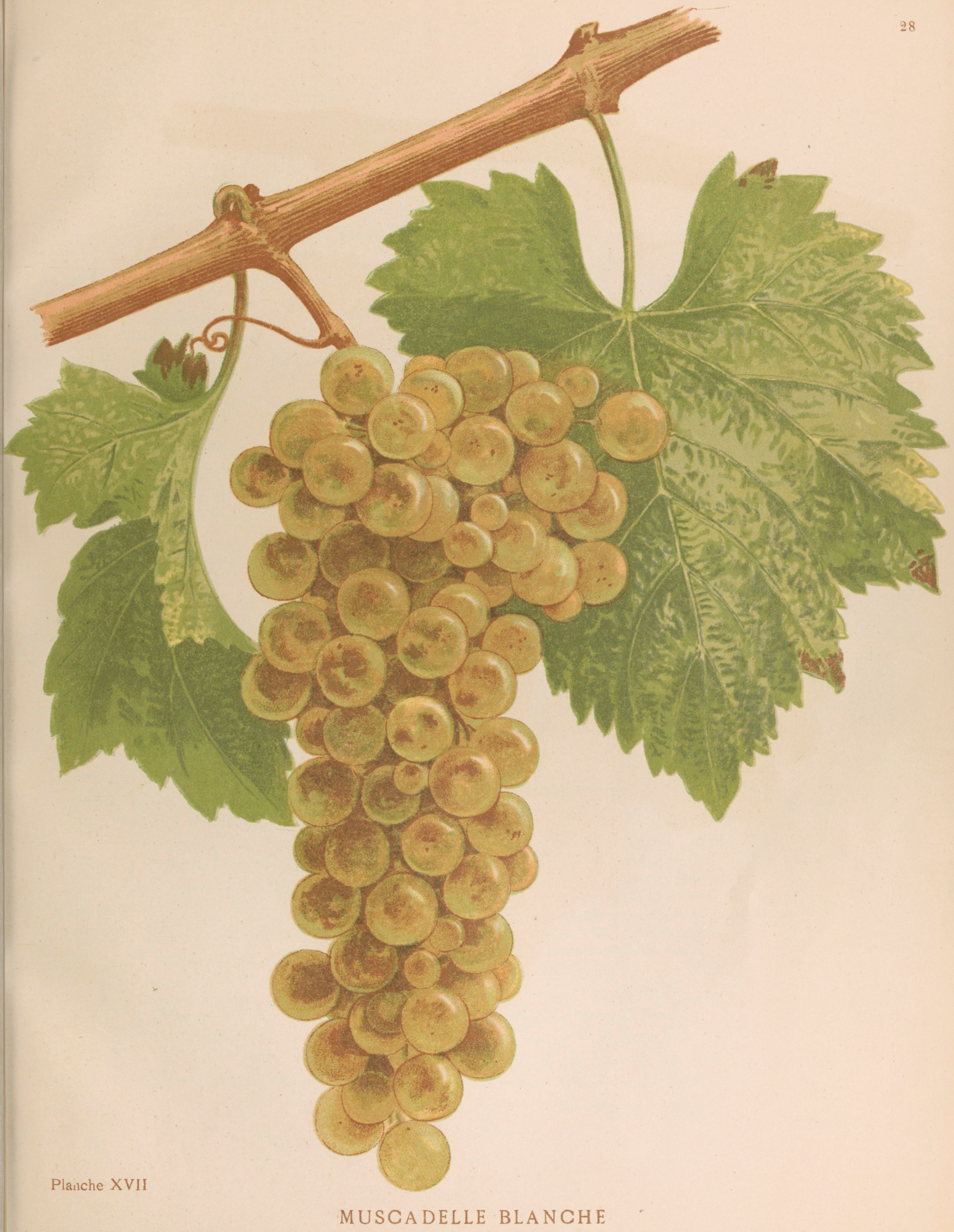
Grappe de Muscadelle.

Elle semble venir de la région de Bergerac. Elle pourrait y avoir été amenée de vignobles plus méridionaux ou issue d'une mutation.
Elle est déjà mentionnée dès le XVIIIe siècle dans les vignobles de Bordeaux, de Bergerac et de Lot-et-Garonne.
On trouve également la muscadelle dans d'autres régions viticoles françaises comme le Languedoc (Vignoble des Corbières) et le Roussillon (en particulier Collioure) ou le vignoble de Gaillac, mais elle est en diminution constante, passant de 6200 ha en 1958 a moins de 2200 ha en 1994.
Elle représente 1149 ha en Afrique du Sud, autour de 350 en Australie et Californie, ainsi qu'en Europe de l'Est (Croatie, Roumanie, Ukraine ou Russie).

## Étymologie et synonymes
La racine "muscat" est évidente. On la retrouve même en Croatie: muscadela. On peut aussi mentionner les noms de Ximenes Kimsky en Russie, Rousselou en France, Sauvignon vert en Californie ou Tokay en Australie.

## Caractèresampélographiques

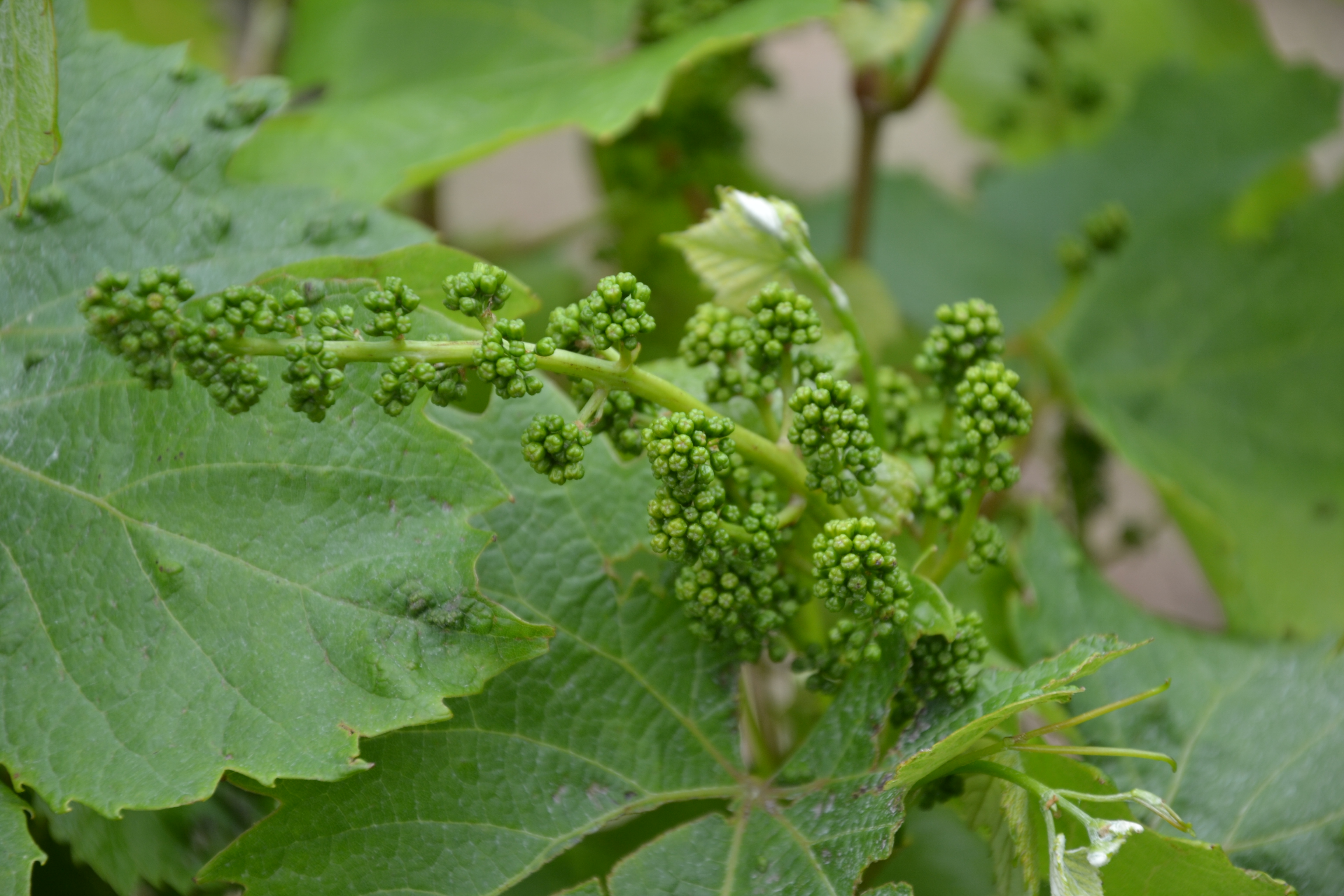
inflorescence de cépage Muscadelle.

- Extrémité du jeune rameau fortement recouvert de poils couchés blancs.
- Jeunes feuilles vertes a plages bronzées.
- Feuilles adultes cunéiformes entières ou trilobées, avec sinus pétiolaire en U ouvert, des dents longues à côtés rectilignes, nervures rouges près du pétiole, face inférieure faiblement velue.
- Baies arrondies.

## Aptitudes
- Culturales Cépage vigoureux, elle nécessite un bon palissage.
- Sensibilité Elle redoute la pourriture grise, mais aussi dans une moindre mesure l'oidium, les guepes et vers de la grappe.
- Technologiques Grappes tronconiques et baies sphériques, blanches à gris-rosé, mouchetées à complète maturité sont de taille moyenne. Ses vins sont moyennement alcooliques, peu acides et aromatiques. Les principaux arômes développés sont muscat, chèvrefeuille et fleur d'acacia. Les vins sont sensibles a l'oxydation. Vinifiés en doux, ils apportent de la complexité dans les assemblages. La sensibilité a la pourriture est mise à profit dans les régions ou la pourriture noble est favorisée.